# ميثاق الأمم المتحدة (فصل سابع عشر)
ميثاق الأمم المتحدة الفصل السابع عشر: في تدابير حفظ الأمن في فترة الانتقال
ويتكون هذا الفصل من مادتين هما:-

## المادة 106
إلى أن تصير الاتفاقات الخاصة المشار إليها في المادة الثالثة والأربعين معمولاً بها على الوجه الذي يرى معه مجلس الأمن أنه أصبح يستطيع البدء في احتمال مسؤولياته وفقاً للمادة 42، تتشاور الدول التي اشتركت في تصريح الدول الأربع الموقع في موسكو في 30 تشرين الأول/أكتوبر سنة 1943 هي وفرنسا وفقاً لأحكام الفقرة 5 من ذلك التصريح، كما تتشاور الدول الخمس مع أعضاء «الأمم المتحدة» الآخرين، كلما اقتضت الحال، للقيام نيابة عن الهيئة بالأعمال المشتركة التي قد تلزم لحفظ السلم والأمن الدولي.

## المادة 107
ليس في هذا الميثاق ما يبطل أو يمنع أي عمل إزاء دولة كانت في أثناء الحرب العالمية الثانية معادية لإحدى الدول الموقعة على هذا الميثاق إذا كان هذا العمل قد اتخذ أو رخص به نتيجة لتلك الحرب من قبل الحكومات المسؤولة عن القيام بهذا العمل.

## انظر ايضاً
| ميثاق الأمم المتحدة                                                              |
| -------------------------------------------------------------------------------- |
|                                                                                  |
| الفصل الأول في مقاصد الهيئة ومبادئها                                             |
| الفصل الثاني فـي العضوية                                                         |
| الفصل الثالث فـي فروع الهيئـة                                                    |
| الفصل الرابع في الجمعيـة العـامة                                                 |
| الفصل الخامس في مجلـس الأمـن                                                     |
| الفصل السادس في حل المنازعات حلاً سلمياً                                           |
| الفصل السابع فيما يتخذ من الأعمال في حالات تهديد السلم والإخلال به ووقوع العدوان |
| الفصل الثامن في التنظيمات الإقليمية                                              |
| الفصل التاسع في التعاون الدولي الاقتصادي والاجتماعي                              |
| الفصل العاشر المجلس الاقتصادي والاجتماعي                                         |
| الفصل الحادي عشر تصريح يتعلق بالأقاليم غير المتمتعة بالحكم الذاتي                |
| الفصل الثاني عشر في نظام الوصاية الدولي                                          |
| الفصل الثالث عشر في مجلس الوصاية                                                 |
| الفصل الرابع عشر في محكمة العدل الدولية                                          |
| الفصل الخامس عشر في الأمـانة                                                     |
| الفصل السادس عشر أحكـام متنوعـة                                                  |
| الفصل السابع عشر في تدابير حفظ الأمن في فترة الانتقال                            |
| الفصل الثامن عشر في تعديل الميثاق                                                |
| الفصل التاسع عشر في التصديق والتوقيع                                             |